# بیا فنجان را پر کن
بیا فنجان را پر کن (به انگلیسی: Come Fill the Cup) فیلمی در ژانر درام به کارگردانی گوردون داگلاس است که در سال ۱۹۵۱ منتشر شد. جیمز کاگنی و گیگ یانگ از ستارگان این فیلم بودند. یانگ به خاطر ایفای نقش در این فیلم نامزد دریافت جایزه اسکار و جایزه گلدن گلوب شد. این فیلم با فروش ۱٫۹ میلیون دلاری‌ای که داشت، در میان پرفروش‌ترینهای سال ۱۹۵۱ قرار گرفت.

## بازیگران
- جیمز کاگنی
- فیلیس ثکستر
- ریموند مسی
- جیمز گلیسون
- گیگ یانگ
- کاتلین فریمن
- سلنا رویل
- ویلیام بیکول
- شلدون لنرد
- داگلاس اسپنسر
- جیمز فلاوین
- جان آلوین
- هانک مان
- پل پانزر
- هری لاوتر
- کینگ داناوان